# Мікеле Руа
Мікеле Руа (італ. Michele Rua, 9 червня 1837, Турин, Сардинське королівство — 6 квітня 1910, Турин, Італія) — італійський священник, педагог, блаженний Римсько-католицької церкви, наступник засновника згромадження селезіян Івана Боско.
У 1904 році отець Мікеле побував в Україні, у Дашава (нині смт. Львівської області).

## Життєпис
Мікеле Руа народився 9 червня 1837 року в Турині, у багатодітній родині, був наймолодшим з дев'яти дітей у сім'ї. Батько Мікеле — Жуан Баутіста Руа помер 2 серпня 1845 року. Виховувався своє матір'ю Жуанною Марією Ферреро. Навчався у школі Братів християнських шкіл.

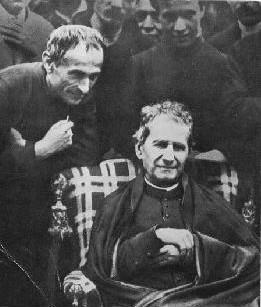
Мікеле Руа і Іван Боско

22 вересня 1852 року Мікеле Руа вступає в ораторію Франциска Салезького отця Боско, у туринському районі Вальдокко, як вихованець. 3 жовтня 1852 року Мікеле Руа посвячений у клірика в каплиці Беккі у Кастельнуово-Дон-Боско.
У 1853 році Мікеле Руа почав вивчати філософію в семінарії Турина.
Іван Боско запропонував Мікеле Руа сформувати «Товариство св. Франциска Салезького» у 1854 році. 25 березня 1855 року Мікеле Руа склав обіти у новоствореному «Товаристві св. Франциска Салезького».
У лютому 1858 року Мікеле Руа був секретарем Іван Боско під час його трьох аудієнцій з папою Пієм IX. 1859 року Мікеле Руа стає першим духовним наставником згромадження Салезіянців.
29 липня 1860 року рукоположений на священника єпископом Бальма у каплиці Казале. Восени 1863 року Мікеле Руа стає першим настоятелем «Малої семінарії Сан-Карлос» в Мірабелло, та пробуде на цій посаді до 15 листопада 1865 року.
Після повернення з Мірабелло Мікеле Руа призначено вікарієм Вальдокко, де перебувало 700 вихованців Салезіян. Він був також адміністратором друкованого видання Салезіян «Католицькі читання» (італ. Letture Cattoliche). У 1875 році Мікеле Руа стає генеральним настоятелем «Сестер Дочок Марії Помічниці християн».
У 1884 році, на прохання Іван Боско, Папа Лев XIII призначив отця Руа наступником отця Боско. 11 лютого 1888 року, після сметі Івана Боско, Мікеле Руа був призначений Папою Генеральним настоятелем Салезіянського Згромадження.
Мікеле Руа помер 6 квітня 1910 року, у віці 73 років. Похований блаженний Мікеле Руа в крипті базиліки Марії Помічниці християн у Турині.

## Беатифікація
Папа Піо XII підписав указ про причислення до лику блаженних Мікеле Руа у 1953 році. 29 жовтня 1972 року Папа Римський Павло VI причислив Мікеле Руа до лику блаженних.

## Доробок
- Lettere circolari di D. Bosco e di D. Rua ed altri loro scritti ai Salesiani, Torino, Tipografia salesiana, 1896;
- Lettere circolari di don Michele Rua ai Salesiani, Torino, Tip. S.A.I.D Buona Stampa, 1910;
- Circolare sulla poverta: 31 gennaio 1907, Torino, Direzione generale Opere salesiane, 1961;
- Lettere circolari di don Michele Rua ai Salesiani, Torino, Direzione Generale Opere Salesiane, 1965;
- Lettere inedite di don Rua conservate presso l'archivio salesiano di Caserta, a cura di Nicola Nannola, Roma, LAS, 1986?;
- La missione fra gli indigeni del Mato Grosso: lettere di don Michele Rua, 1892—1909, a cura di Antonio da Silva Ferreira, Roma, LAS, 1993;